# 治家全書
治家全書，高劍華編，張謇題寫書名，民國8年（1919年）6月於上海交通圖書館出版。此書內容有貞烈女傳記、詩文、婚姻、交際、家政及醫藥等。

## 圖像

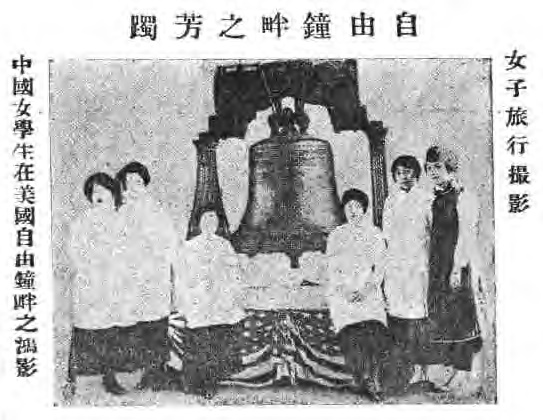
中國女學生在美國自由鐘畔之鴻影
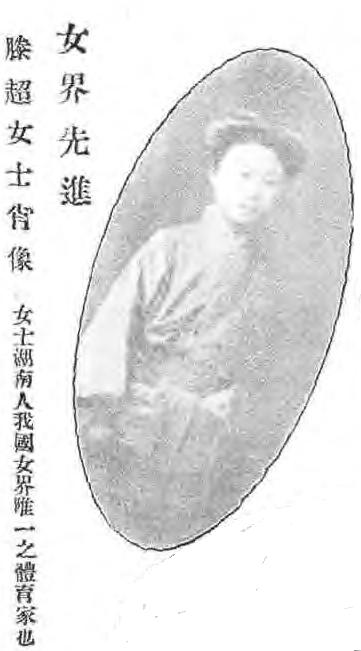
中國女界唯一之體育家-騰超女士肖像
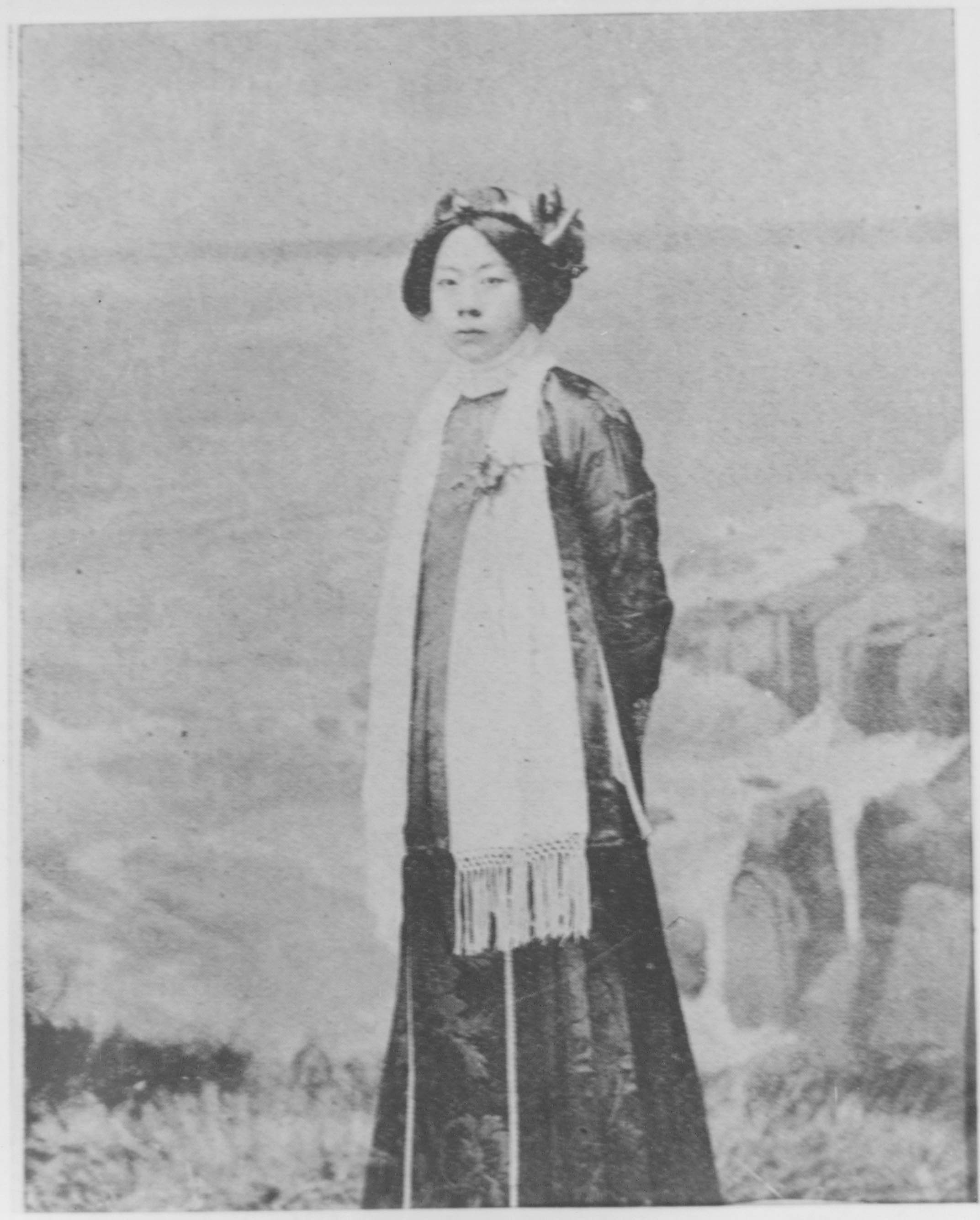
中國女界破天荒之女飛行家-張俠魂女士肖像
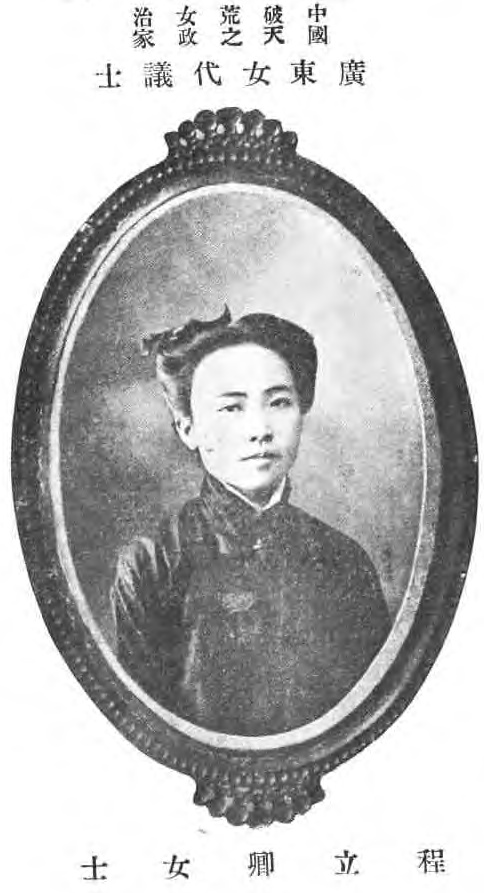
中國破天荒之女政治家-廣東女代議士程立卿女士
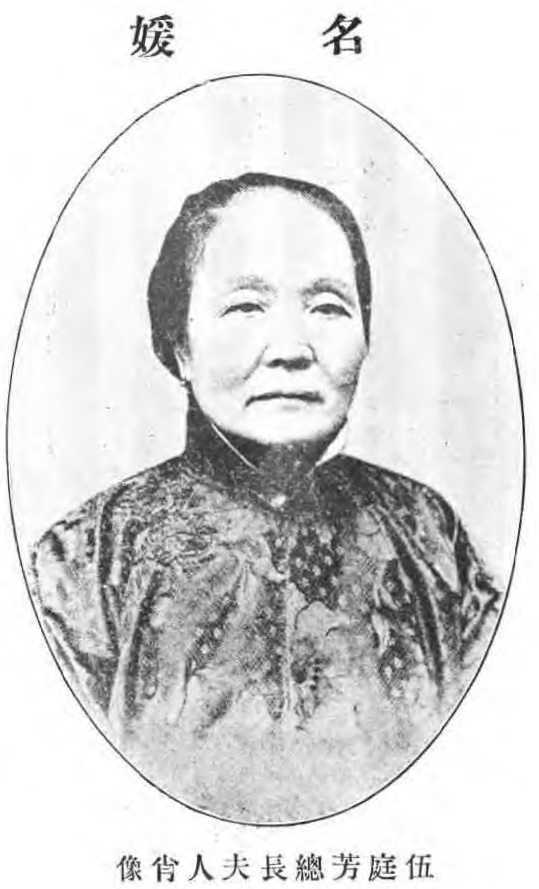
伍廷芳總長夫人肖像
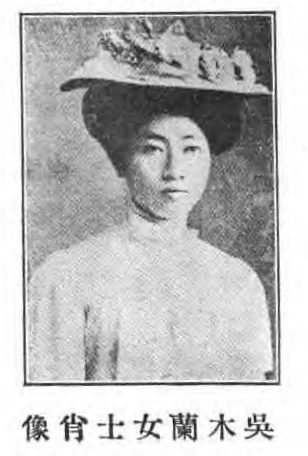
吳木蘭女士肖像
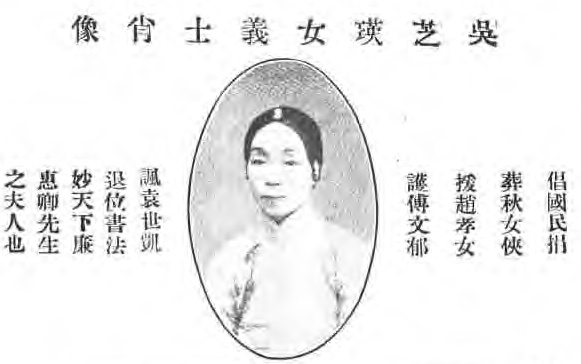
吳芝瑛女義士肖像
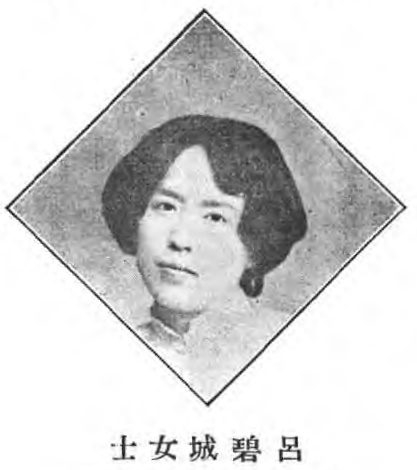
呂碧城女士
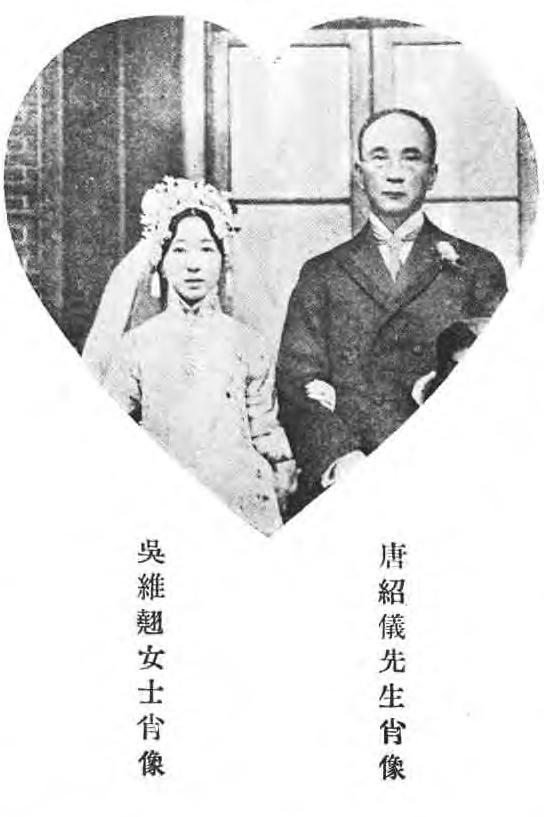
唐紹儀和夫人吳維翹
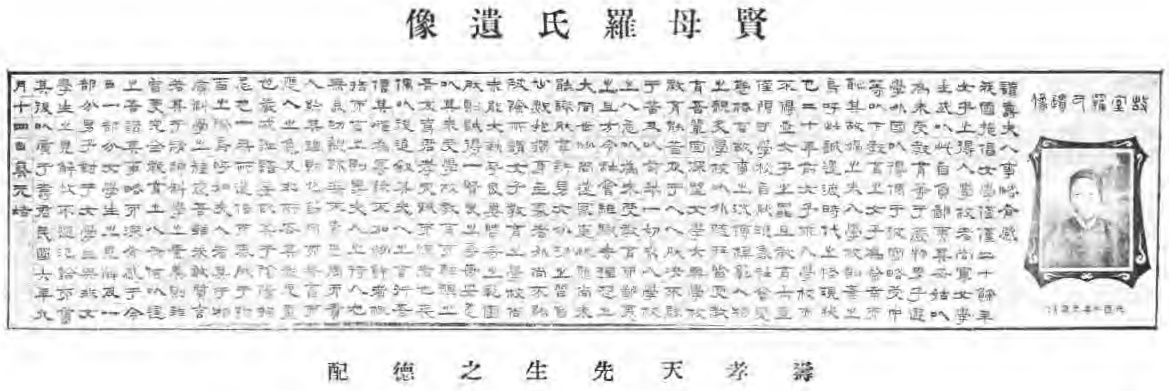
壽孝天夫人羅氏遺像
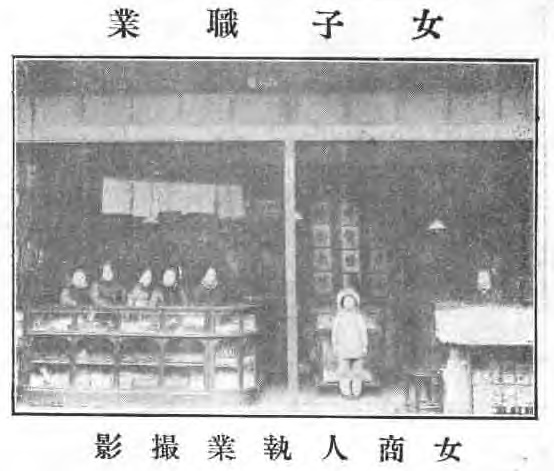
女子職業-女商人執業攝影
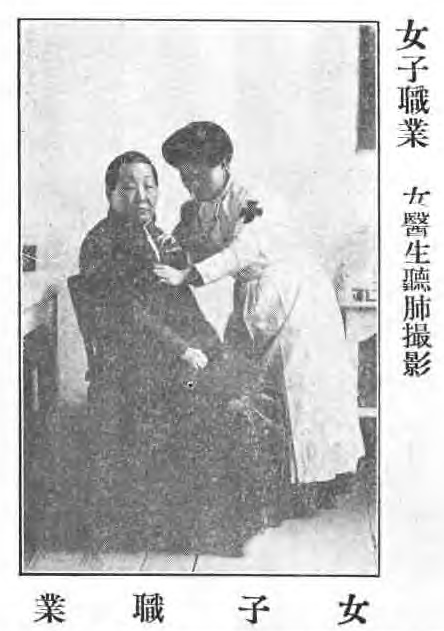
女子職業-女醫生聽肺攝影
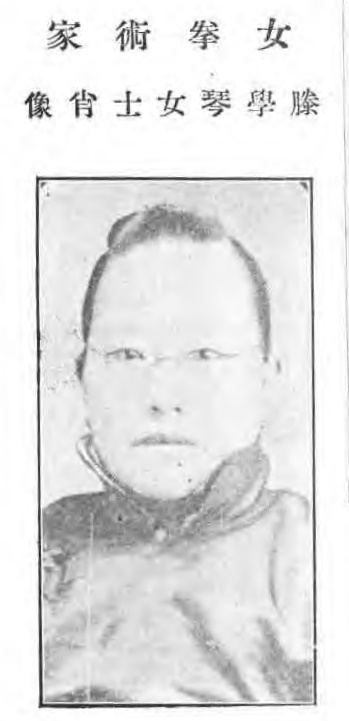
女拳術家騰學琴女士肖像
女詞家徐自華女士肖像
女詩家趙畹蘭女士遺像
女軍人沈女士肖像
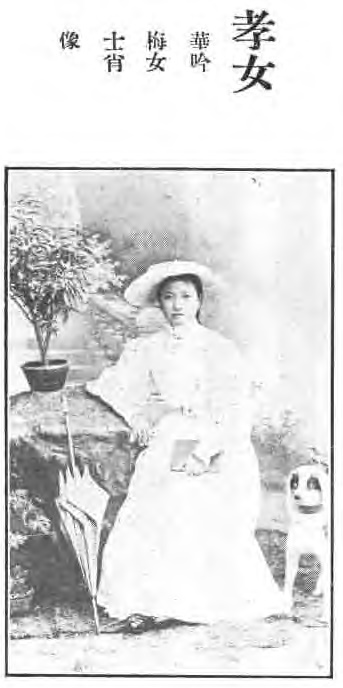
孝女華吟梅女士肖像
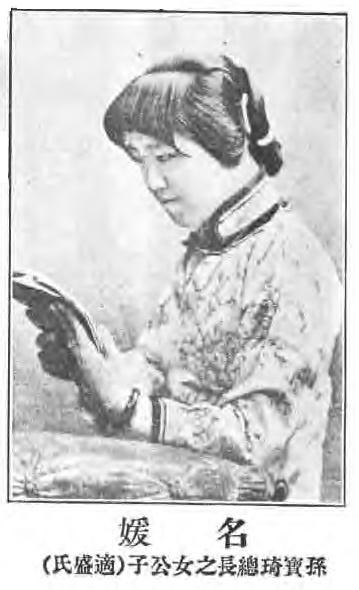
孫寶琦總長之女公子
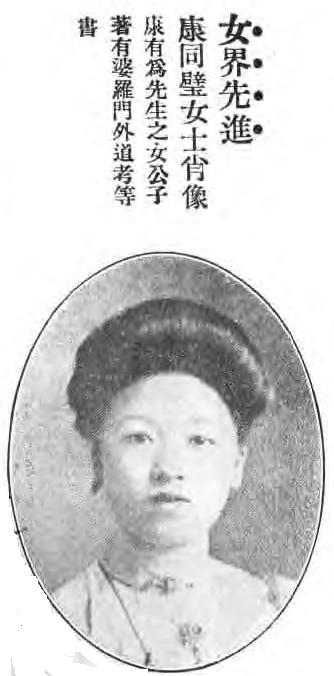
康有為先生之女公子康同璧女士肖像
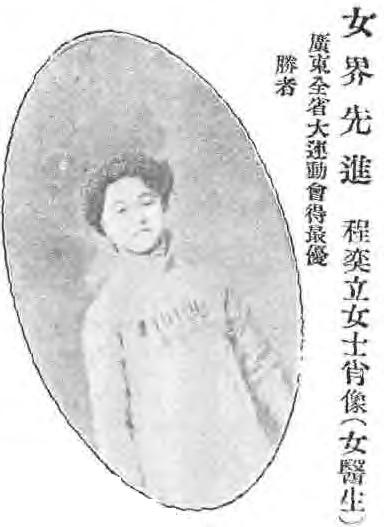
廣東全省大運動會得最優勝者女醫生程奕立女士肖像
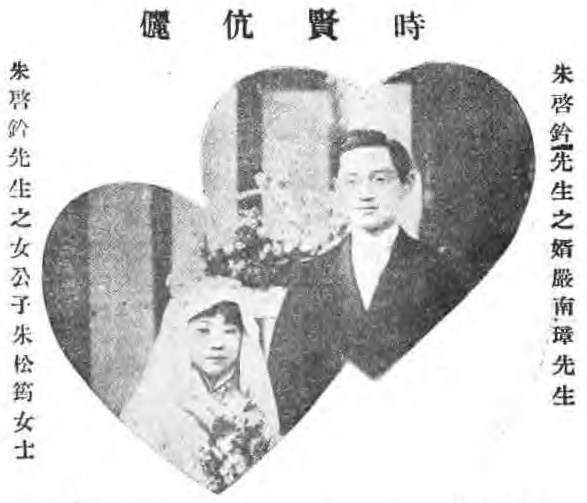
朱啟鈐先生之女公子朱松筠女士及婿嚴南璋先生
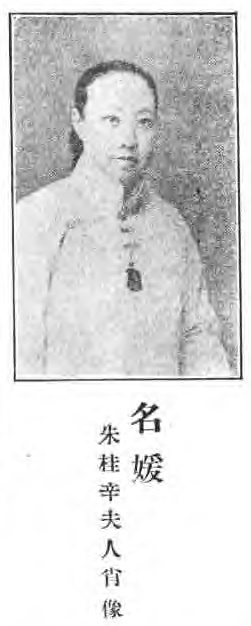
朱桂辛夫人肖像
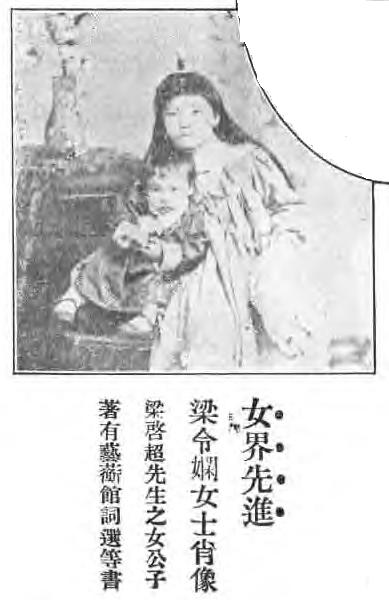
梁啟超先生之女公子梁令嫻女士肖像
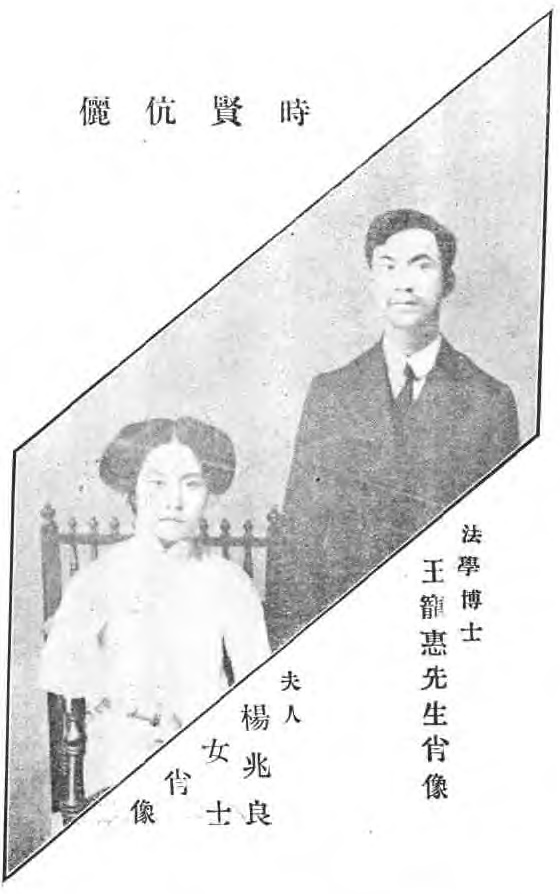
法學博士王寵惠先生及夫人楊兆良女士肖像
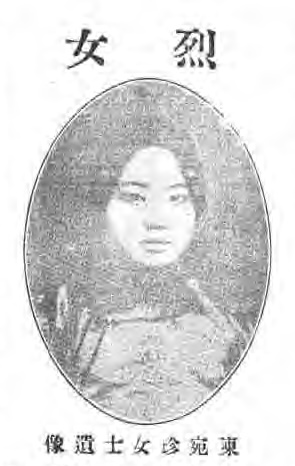
烈女陳宛珍女士遺像
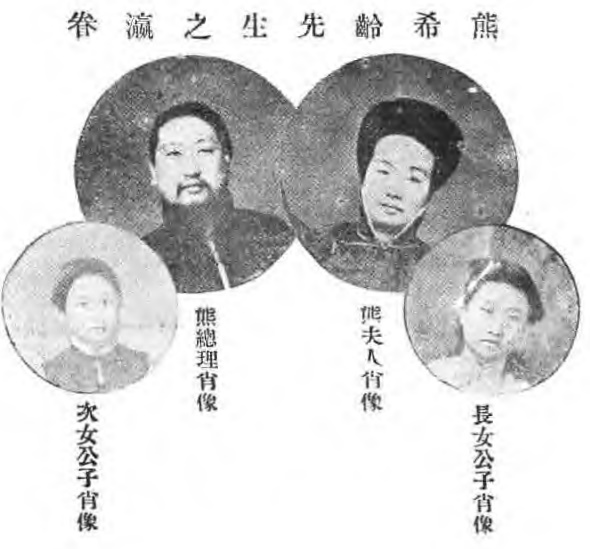
熊希齡先生之瀛眷
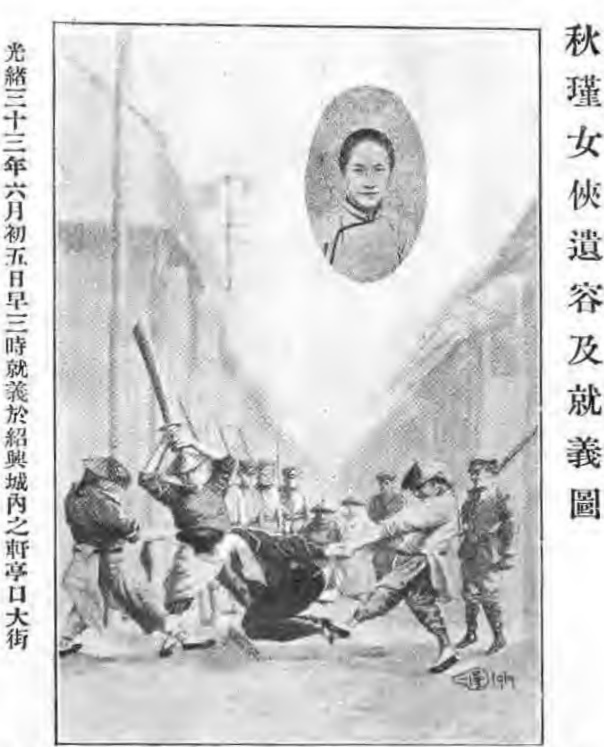
秋瑾
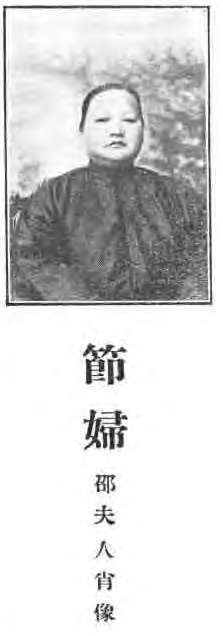
節婦邵夫人肖像
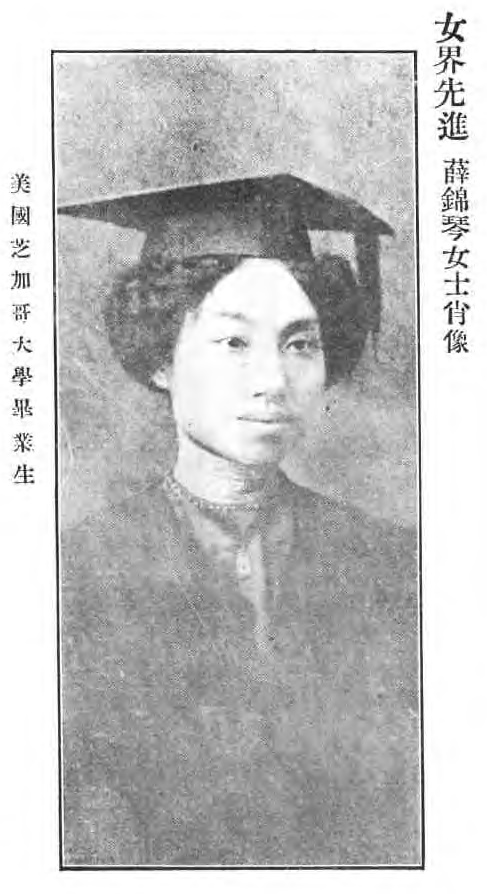
美國芝加哥大學畢業生薛錦琴女士肖像
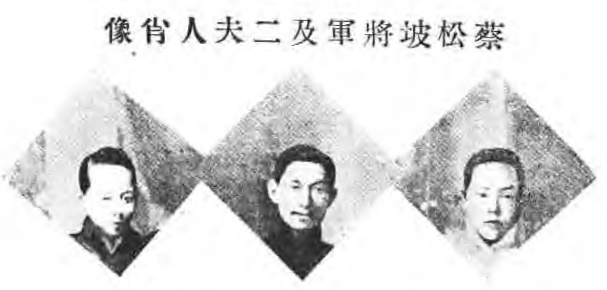
蔡松坡將軍及二夫人肖像
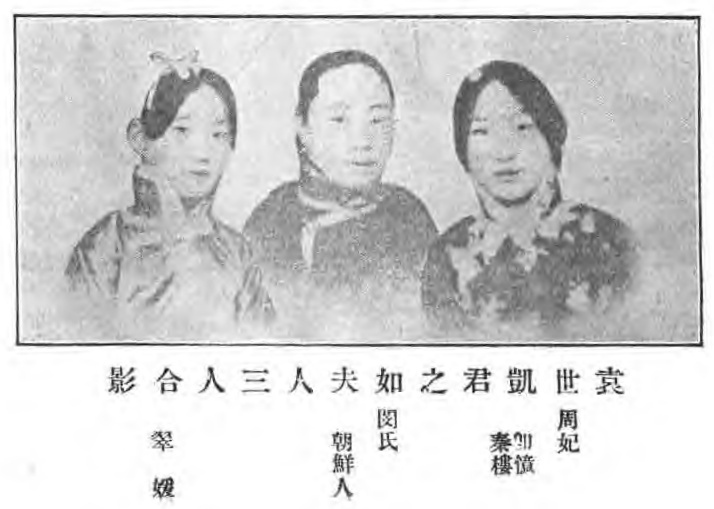
袁世凱之如夫人周妃議（即憶秦樓）閔氏翠媛三人合影
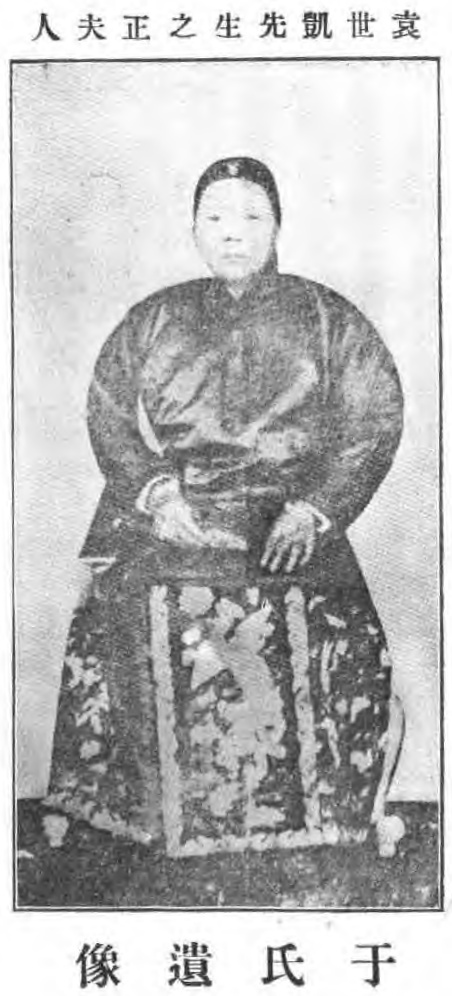
袁世凱夫人于氏遺像
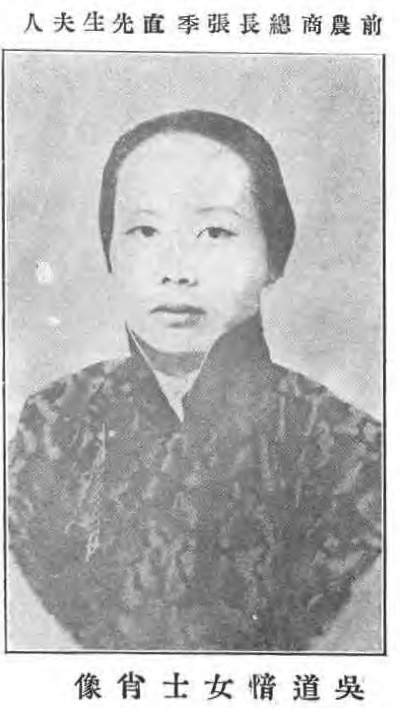
農商總長張季直先生夫人吳道愔女士肖像
針神余沈壽女士肖像
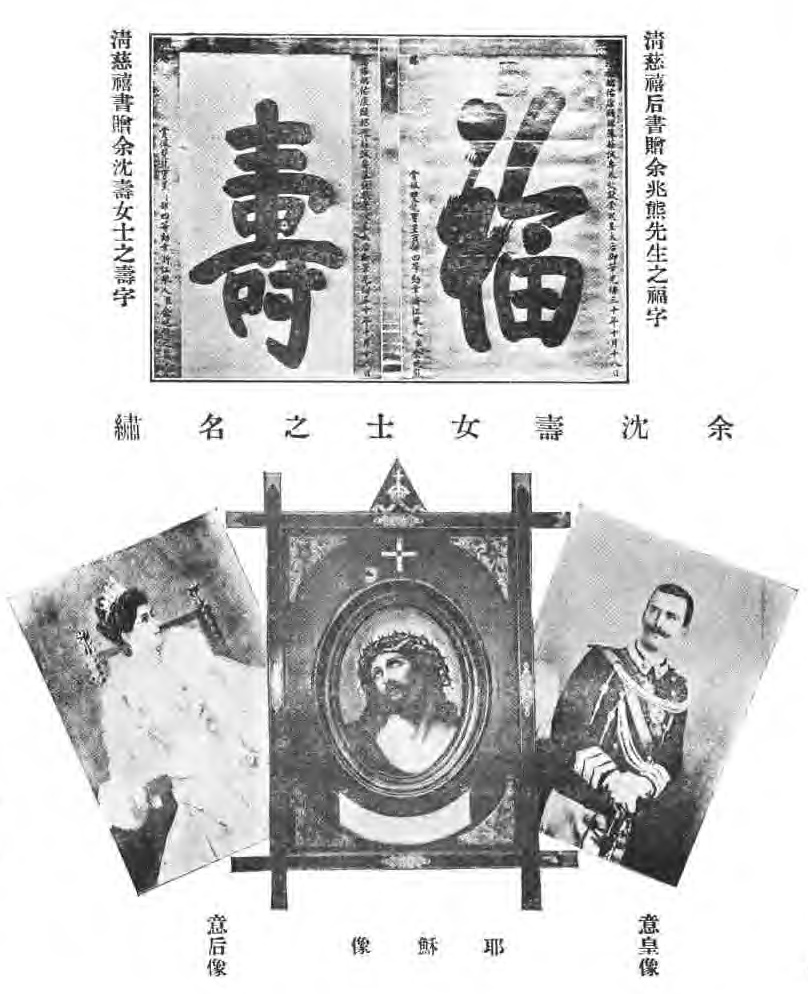
慈禧賜余兆熊余沈壽之福壽字及余沈壽女士之名繡
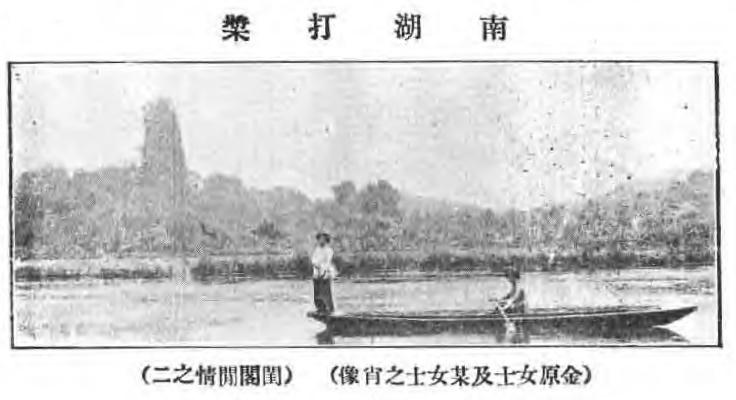
閨閣閒情之南湖打漿-金原女士及某女士肖像
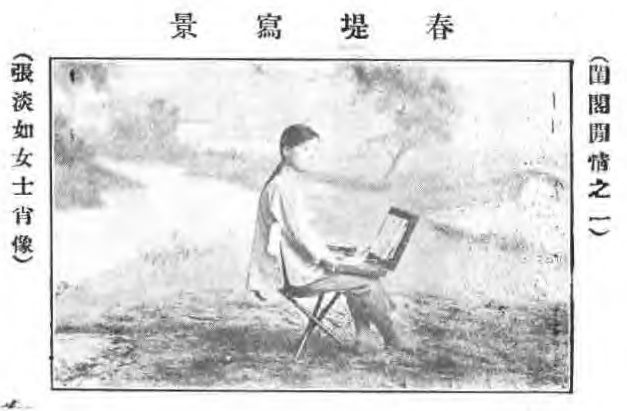
閨閣閒情之春堤寫景-張淡如女士肖像
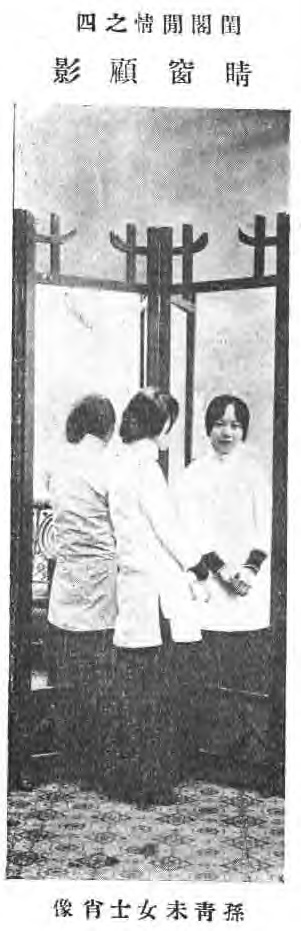
閨閣閒情之晴窗顧影-孫青未女士肖像
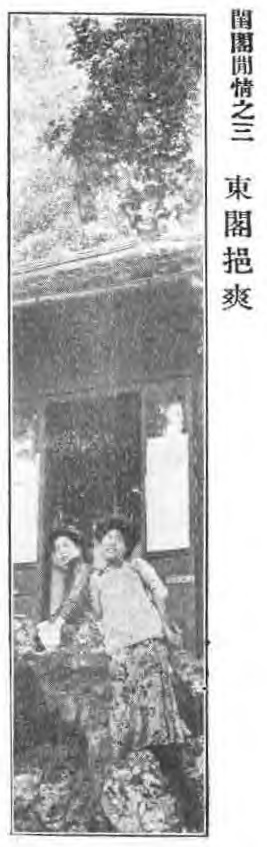
閨閣閒情之東閣挹爽
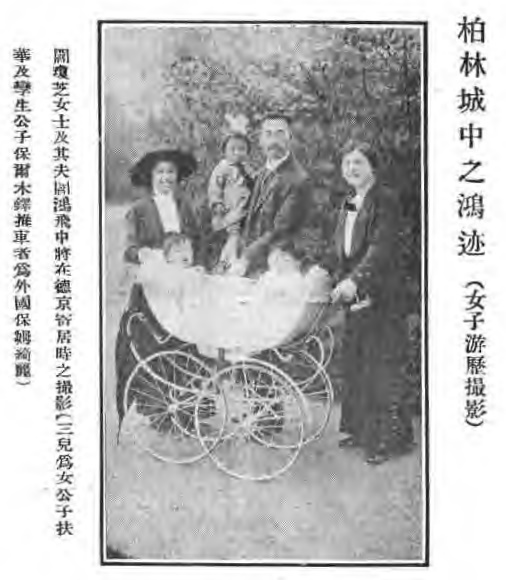
閻瓊芝女士及其夫閻鴻飛中將在德京寄居時之影
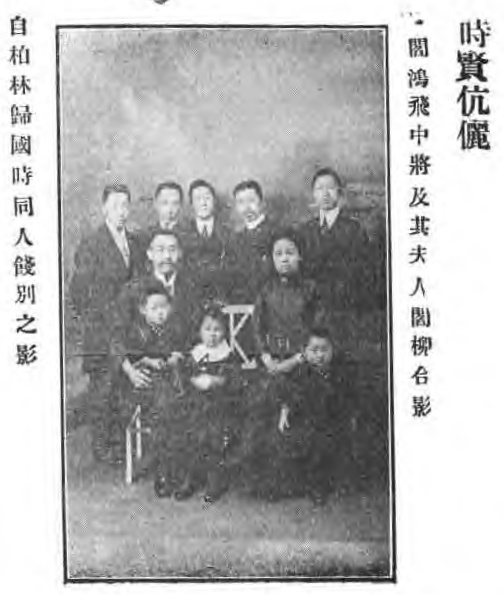
閻鴻飛中將及其夫人閻柳自柏林歸國時同人餞別之影
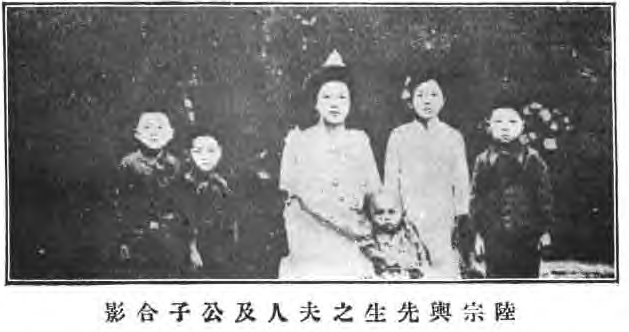
陸宗輿先生之夫人及公子合影
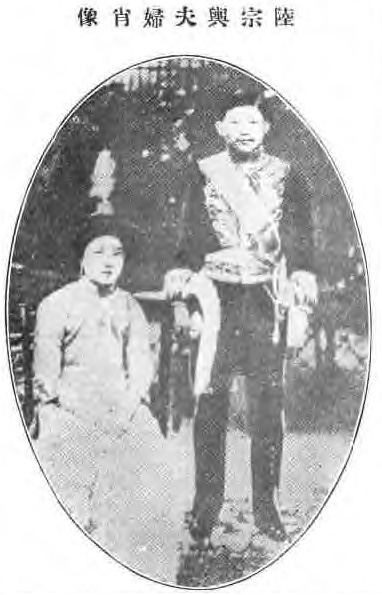
陸宗輿夫婦肖像
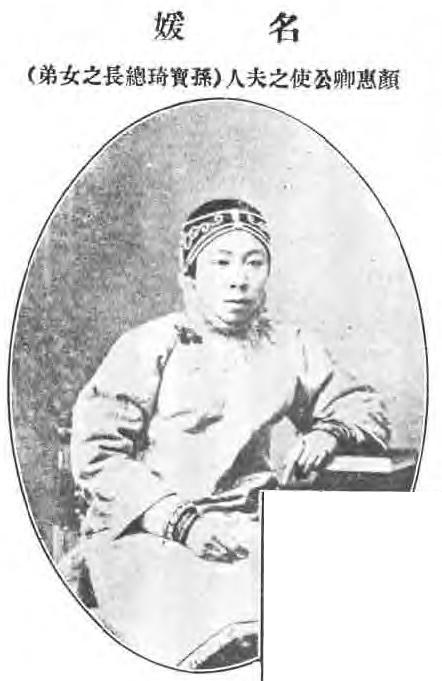
顏惠慶公使夫人即孫寶琦總長之女弟
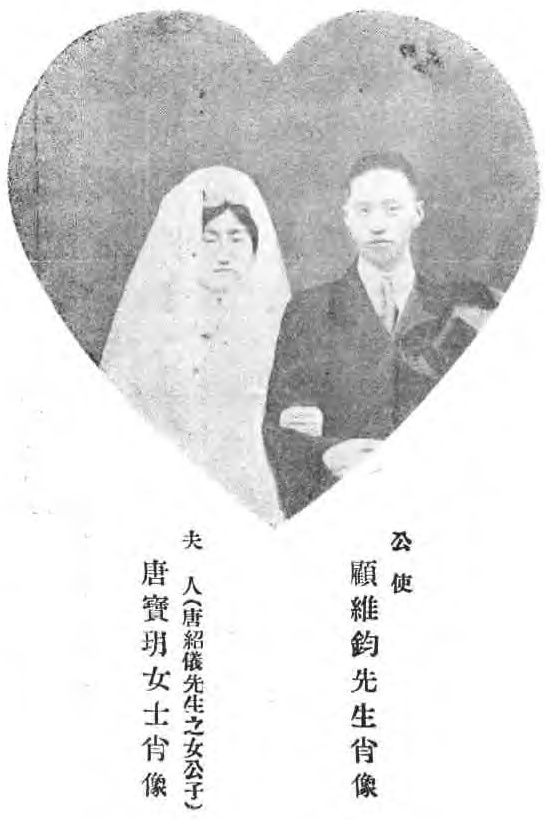
顧維鈞和夫人唐寶玥
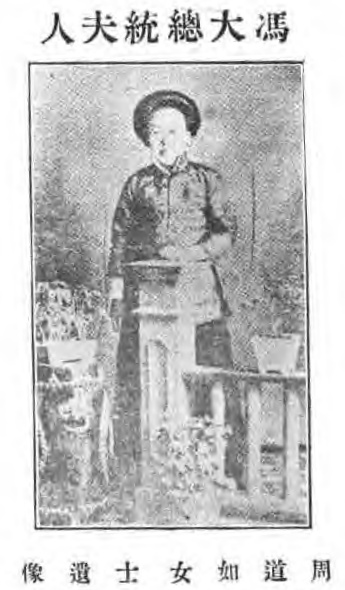
馮大總統國璋夫人周道如女士遺像
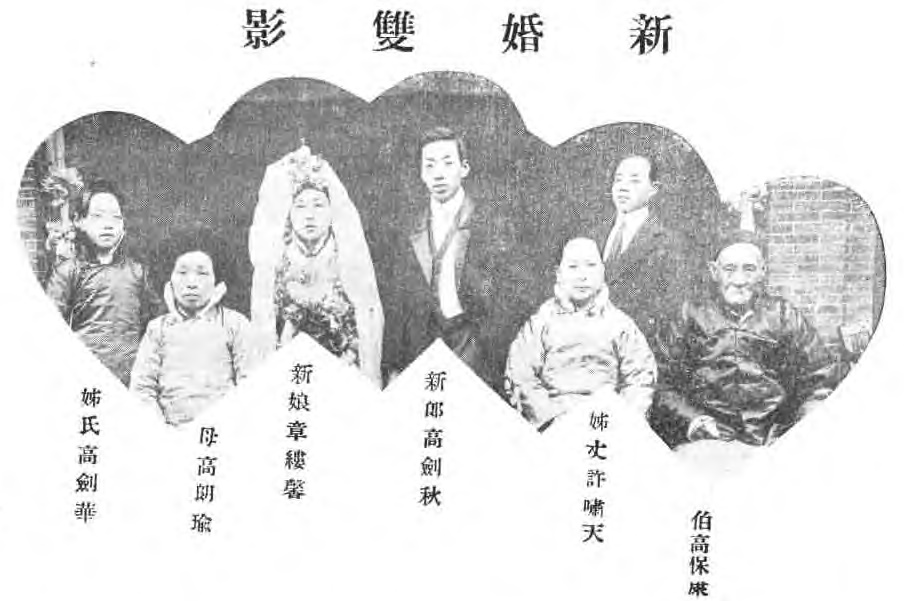
高劍秋和夫人章縷馨與姐高劍華、姐夫許嘯天及伯父高保康